# Hexakisoktaeder

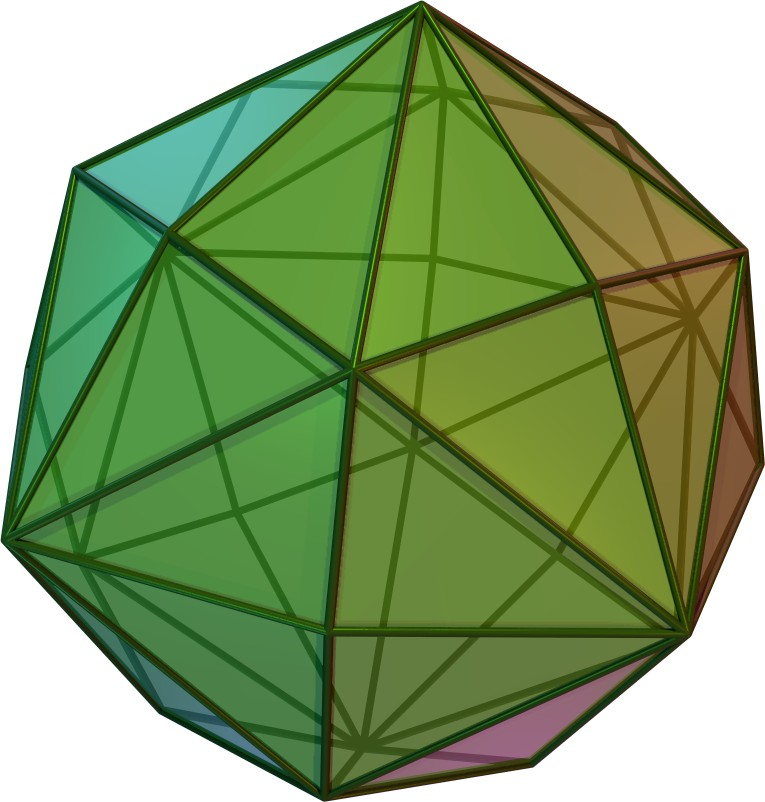
3D-Ansicht eines Hexakisoktaeders (Animation)

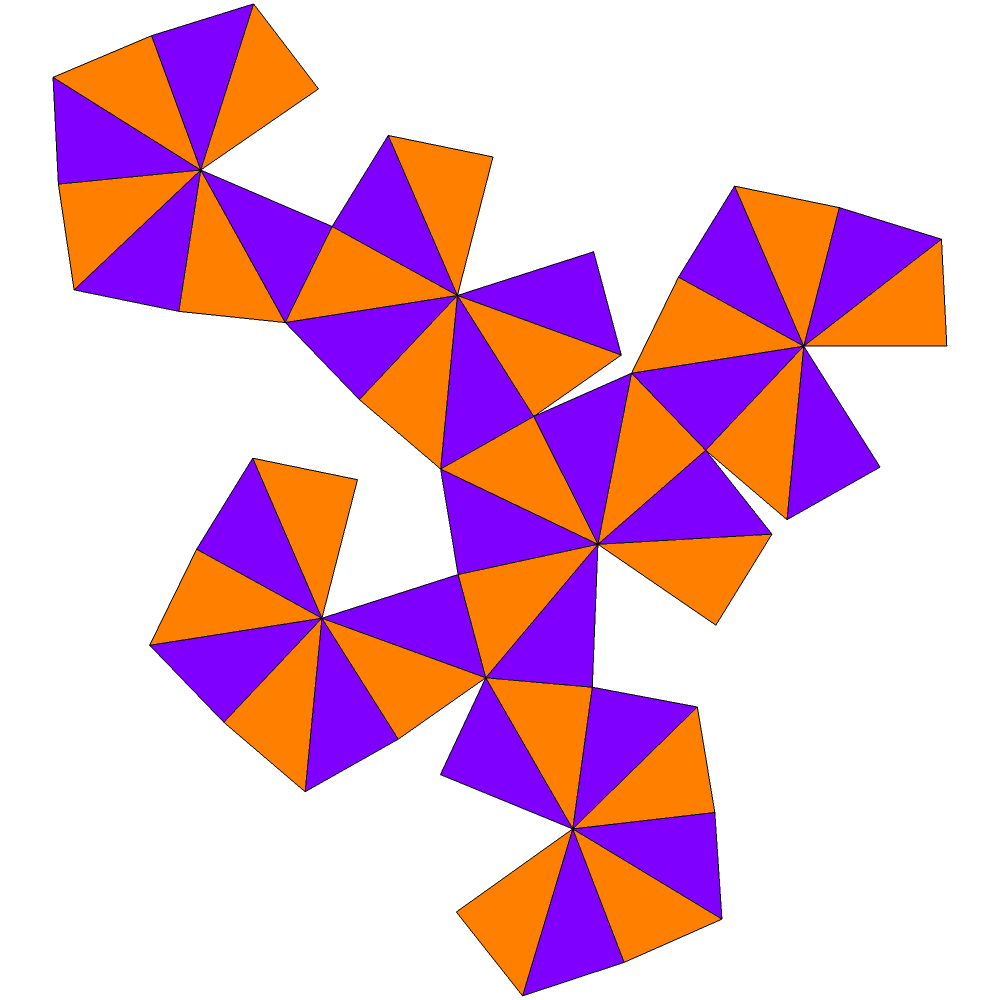
Netz des Hexakisoktaeders

Das Hexakisoktaeder (aus griechisch ἑξάκις hexakis „sechsmal“ und Oktaeder „Achtflächner“) oder Disdyakisdodekaeder (griechisch δίς dis „zweimal“, δυάκις dyakis „zweimal“ und Dodekaeder „Zwölfflächner“) ist ein konvexes Polyeder, das sich aus 48 unregelmäßigen Dreiecken zusammensetzt und zu den Catalanischen Körpern zählt. Es ist dual zum Kuboktaederstumpf und hat 26 Ecken sowie 72 Kanten.

## Entstehung

### Rhombendodekaeder als Basis
Werden auf die 12 Begrenzungsflächen eines Rhombendodekaeders (Kantenlänge {\displaystyle a}) Pyramiden mit den Flankenlängen {\displaystyle b} und {\displaystyle c\,(<b)} aufgesetzt, entsteht ein Hexakisoktaeder, sofern folgende Bedingung erfüllt ist:
{\displaystyle {\tfrac {a}{3}}{\sqrt {6}}<b<{\tfrac {2}{9}}a{\sqrt {15}}}
- Für den o. g. minimalen Wert von {\displaystyle b} haben die aufgesetzten Pyramiden die Höhe 0, sodass lediglich das Rhombendodekaeder mit der Kantenlänge {\displaystyle a} übrig bleibt.
- Das spezielle Hexakisoktaeder mit gleichen Flächenwinkeln an den Kanten {\displaystyle a} und {\displaystyle b} entsteht, wenn {\displaystyle b=2a\,({\sqrt {2}}-1)} ist.
- Nimmt {\displaystyle b} den zuvor genannten maximalen Wert an, entartet das Hexakisoktaeder zu einem Deltoidalikositetraeder mit den Kantenlängen {\displaystyle a} und {\displaystyle b}.
- Überschreitet {\displaystyle b} den maximalen Wert, so ist das Polyeder nicht mehr konvex.

### Kuboktaederstumpf als Basis

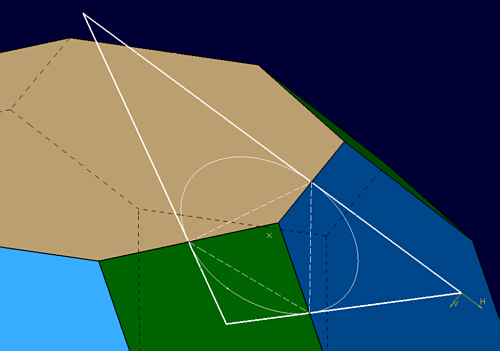
Konstruktion des Dreiecks am Kuboktaederstumpf

Durch Verbinden der Mittelpunkte dreier Kanten, die in jeder Raumecke des abgestumpften Kuboktaeders zusammenstoßen, entsteht ein Dreieck, dessen Umkreis gleichzeitig Inkreis des Dreiecks, der Begrenzungsfläche des Hexakisoktaeders, ist. Bei diesem speziellen Typ sind alle Flächenwinkel gleich groß (≈ 155°), und es existiert ein einheitlicher Kantenkugelradius.
Sei d die Kantenlänge des Kuboktaederstumpfs, so sind die resultierenden Seitenlängen des Dreiecks gegeben durch
{\displaystyle a=\,{\frac {2}{7}}\,d\,{\sqrt {60+6{\sqrt {2}}}}}
{\displaystyle b=\,{\frac {3}{7}}\,d\,{\sqrt {12+6{\sqrt {2}}}}}
{\displaystyle c=\,{\frac {2}{7}}\,d\,{\sqrt {30-3{\sqrt {2}}}}}

## Formeln
Im Folgenden bezeichne {\displaystyle a} die jeweils längste Kante des Hexakisoktaeders ({\displaystyle a>b>c}).

### Regulär
Basis ist das abgestumpfte Kuboktaeder (dualer archimedischer Körper).
| Größen eines Hexakisoktaeders mit Kantenlänge a | Größen eines Hexakisoktaeders mit Kantenlänge a                                                                     | Größen eines Hexakisoktaeders mit Kantenlänge a |
| ----------------------------------------------- | --- | ----------------------------------------------- |
| Volumen                                         | {\displaystyle V={\frac {a^{3}}{28}}\,{\sqrt {6\,(986+607{\sqrt {2}})}}}                                            |                                                 |
| Oberflächeninhalt                               | {\displaystyle A_{O}={\frac {3}{7}}\,a^{2}\,{\sqrt {543+176{\sqrt {2}}}}}                                           |                                                 |
| Inkugelradius                                   | {\displaystyle \rho ={\frac {a}{2}}\,{\sqrt {\frac {402+195{\sqrt {2}}}{194}}}}                                     |                                                 |
| Kantenkugelradius                               | {\displaystyle r={\frac {a}{4}}\,(1+2{\sqrt {2}})}                                                                  |                                                 |
| Flächenwinkel ≈ 155° 4′ 56″                     | {\displaystyle \cos \,\alpha =-{\frac {1}{97}}\,(71+12{\sqrt {2}})}                                                 |                                                 |
| Sphärizität ≈ 0,96908                           | {\displaystyle \Psi ={\frac {\sqrt[{3}]{756\,\pi \left(986+607{\sqrt {2}}\right)}}{6{\sqrt {543+176{\sqrt {2}}}}}}} |                                                 |

| Größen des Dreiecks     | Größen des Dreiecks                                                  | Größen des Dreiecks |
| ----------------------- | -------------------------------------------------------------------- | ------------------- |
| Flächeninhalt           | {\displaystyle A={\frac {a^{2}}{112}}\,{\sqrt {543+176{\sqrt {2}}}}} |                     |
| 2. Seitenlänge          | {\displaystyle b=\,{\frac {3}{14}}\,a\,(1+2{\sqrt {2}})}             |                     |
| 3. Seitenlänge          | {\displaystyle c=\,{\frac {a}{14}}\,(10-{\sqrt {2}})}                |                     |
| 1. Winkel ≈ 87° 12′ 7″  | {\displaystyle \cos \,\alpha =\,{\frac {1}{12}}\,(2-{\sqrt {2}})}    |                     |
| 2. Winkel ≈ 55° 1′ 29″  | {\displaystyle \cos \,\beta =\,{\frac {1}{8}}\,(6-{\sqrt {2}})}      |                     |
| 3. Winkel ≈ 37° 46′ 24″ | {\displaystyle \cos \,\gamma =\,{\frac {1}{12}}\,(1+6{\sqrt {2}})}   |                     |

### Rhombisch
Basis ist das Rhombendodekaeder (Kantenlänge {\displaystyle a}).

#### Allgemein
| Größen eines Hexakisoktaeders mit Kantenlängen a, b | Größen eines Hexakisoktaeders mit Kantenlängen a, b                                                  | Größen eines Hexakisoktaeders mit Kantenlängen a, b |
| --------------------------------------------------- | --- | --------------------------------------------------- |
| Volumen                                             | {\displaystyle V={\frac {8}{9}}a^{2}{\sqrt {3}}\left(2a+{\sqrt {6b^{2}-4a^{2}}}\right)}              |                                                     |
| Oberflächeninhalt                                   | {\displaystyle A_{O}=8a\,{\sqrt {9b^{2}-4a^{2}}}}                                                    |                                                     |
| Pyramidenhöhe                                       | {\displaystyle k={\frac {1}{3}}{\sqrt {9b^{2}-6a^{2}}}}                                              |                                                     |
| Inkugelradius                                       | {\displaystyle \rho \,={\frac {a\,(2a+{\sqrt {6b^{2}-4a^{2}}})}{\sqrt {27b^{2}-12a^{2}}}}}           |                                                     |
| Flächenwinkel (über Kante a)                        | {\displaystyle \cos \,\alpha _{1}={\frac {9b^{2}-2a\,(4a+3{\sqrt {6b^{2}-a^{2}}})}{18b^{2}-8a^{2}}}} |                                                     |
| Flächenwinkel (über Kante b)                        | {\displaystyle \cos \,\alpha _{2}={\frac {3b^{2}-4a^{2}}{9b^{2}-4a^{2}}}}                            |                                                     |
| Flächenwinkel (über Kante c)                        | {\displaystyle \cos \,\alpha _{3}={\frac {3b^{2}}{4a^{2}-9b^{2}}}}                                   |                                                     |

| Größen des Dreiecks | Größen des Dreiecks                                                                           |
| ------------------- | --------------------------------------------------------------------------------------------- |
| Flächeninhalt       | {\displaystyle A={\frac {a}{6}}\,{\sqrt {9b^{2}-4a^{2}}}}                                     |
| 3. Seitenlänge      | {\displaystyle c={\frac {1}{3}}{\sqrt {9b^{2}-3a^{2}}}}                                       |
| 1. Winkel           | {\displaystyle \sin \,\alpha ={\frac {a}{b}}\,{\sqrt {\frac {9b^{2}-4a^{2}}{9b^{2}-3a^{2}}}}} |
| 2. Winkel           | {\displaystyle \sin \,\beta ={\sqrt {\frac {9b^{2}-4a^{2}}{9b^{2}-3a^{2}}}}}                  |
| 3. Winkel           | {\displaystyle \sin \,\gamma ={\frac {\sqrt {9b^{2}-4a^{2}}}{3b}}}                            |

#### Speziell
| Größen eines Hexakisoktaeders mit Kantenlänge a | Größen eines Hexakisoktaeders mit Kantenlänge a                          | Größen eines Hexakisoktaeders mit Kantenlänge a |
| ----------------------------------------------- | ------------------------------------------------------------------------ | ----------------------------------------------- |
| Volumen                                         | {\displaystyle V={\frac {32}{9}}a^{3}{\sqrt {3}}\,(2-{\sqrt {2}})}       |                                                 |
| Oberflächeninhalt                               | {\displaystyle A_{O}=16a^{2}{\sqrt {26-18{\sqrt {2}}}}}                  |                                                 |
| Inkugelradius                                   | {\displaystyle \rho =2a\,{\sqrt {\frac {3+{\sqrt {2}}}{21}}}}            |                                                 |
| Flächenwinkel (ü. Kanten a, b) ≈ 153° 6′ 4″     | {\displaystyle \cos \,\alpha _{1,\,2}=-{\frac {1}{7}}\,(2+3{\sqrt {2}})} |                                                 |
| Flächenwinkel (ü. Kante c) ≈ 161° 4′ 4″         | {\displaystyle \cos \,\alpha _{3}=-{\frac {3}{14}}\,(3+{\sqrt {2}})}     |                                                 |

| Größen des Dreiecks     | Größen des Dreiecks                                                         | Größen des Dreiecks |
| ----------------------- | --------------------------------------------------------------------------- | ------------------- |
| Flächeninhalt           | {\displaystyle A={\frac {a^{2}}{3}}{\sqrt {26-18{\sqrt {2}}}}}              |                     |
| 2. Seitenlänge          | {\displaystyle b=2a\,({\sqrt {2}}-1)}                                       |                     |
| 3. Seitenlänge          | {\displaystyle c=a\,{\sqrt {\frac {35-24{\sqrt {2}}}{3}}}}                  |                     |
| 1. Winkel ≈ 87° 42′ 53″ | {\displaystyle \sin \,\alpha =\,2\,{\sqrt {\frac {57+37{\sqrt {2}}}{438}}}} |                     |
| 2. Winkel ≈ 55° 52′ 13″ | {\displaystyle \sin \,\beta =\,4\,{\sqrt {\frac {23-3{\sqrt {2}}}{438}}}}   |                     |
| 3. Winkel ≈ 36° 24′ 54″ | {\displaystyle \sin \,\gamma =\,{\frac {1}{3}}{\sqrt {6-2{\sqrt {2}}}}}     |                     |

## Vorkommen
- Das Hexakisoktaeder kommt in der Natur als Kristallform vor. Es ist die allgemeine Flächenform der hexakisoktaedrischen Kristallklasse m3m.
- Zur Anwendung kommt das Hexakisoktaeder auch als Spielwürfel (W48).